# Deltebre
Deltebre è un comune spagnolo di 10 478 abitanti situato nella comunità autonoma della Catalogna, nella provincia di Tarragona. Il suo nome deriva dal fatto che il comune è situato all'interno del delta del fiume Ebro (in catalano Ebre).

## Risicoltura
Il comune, assieme all'intera zona del «Delta del Ebro», è noto per la risicoltura.
La coltivazione del riso nella zona del Delta dell’Ebro è una coltura tradizionale, strettamente legata alla formazione e alla trasformazione fisica e geologica del Delta dell’Ebro.
Numerosi scritti testimoniano il vincolo esistente tra la risicoltura tradizionale e la zona del Delta dell’Ebro. Tra questi, va ricordata l’opera Geografía de Catalunya [Geografia della Catalogna] di Lluís Solé y Sabaris (1958), in cui si scrive «en el siglo XV tenemos noticias de unos intentos de cultivo de arroz en el Delta del Ebro, sin embargo el máximo desarrollo de este cultivo llegó en el siglo XIX».